# Communication Breakdown
Communication Breakdown (укр. Відсутність взаєморозуміння) — пісня британського рок-гурту Led Zeppelin. Композиція потрапила до першого студійного альбому гурту Led Zeppelin.
|  | Це незавершена стаття про пісню. Ви можете допомогти проєкту, виправивши або дописавши її. |